# Boží hora
Boží hora (525 m n.p.m.) – wzniesienie w północno-wschodnich Czechach, w Sudetach Wschodnich,  na Przedgórzu Paczkowskim (cz. Žulovská pahorkatina).

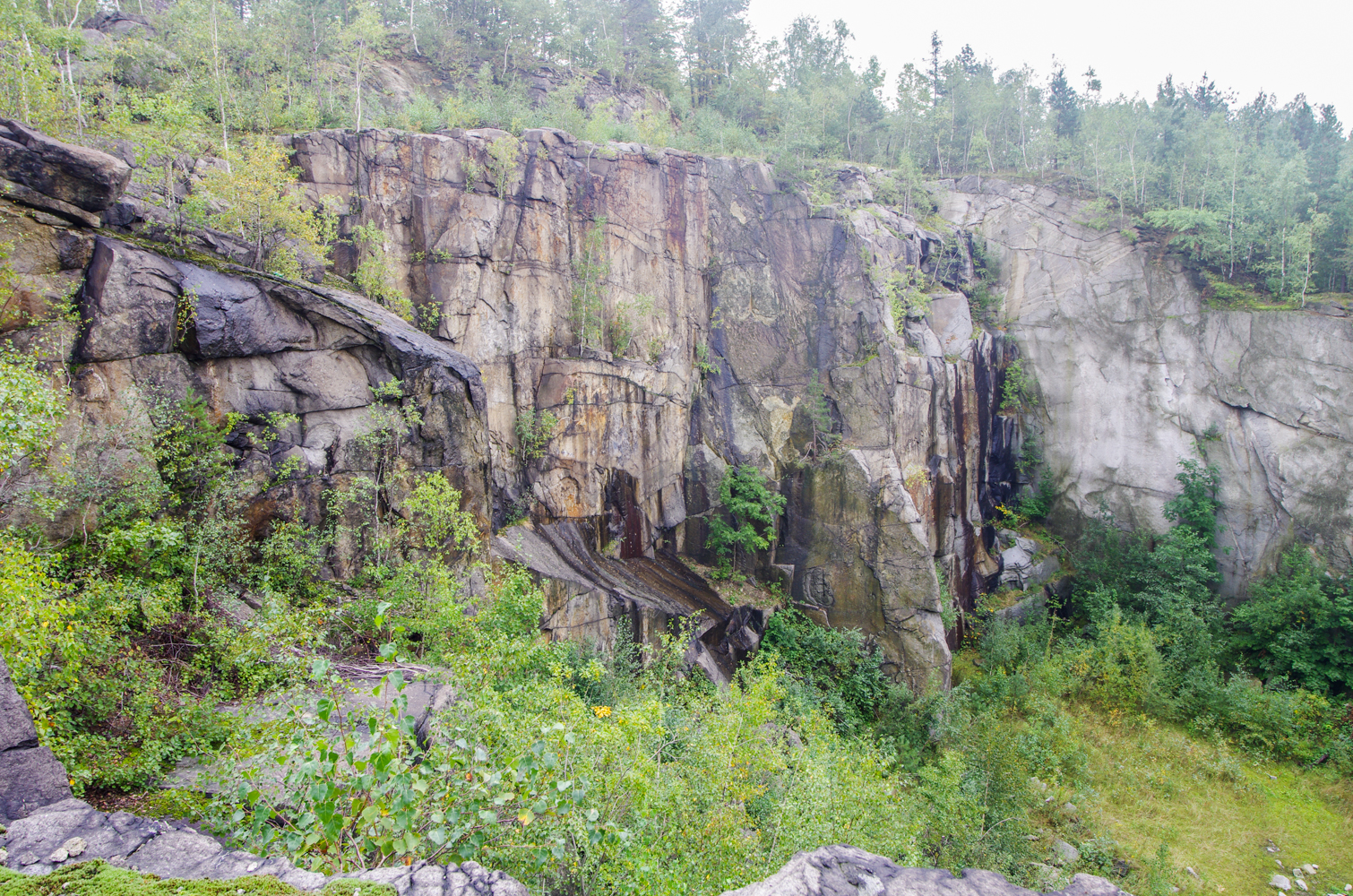
Kamieniołom na zboczu wzniesienia

Wzniesienie położone jest w czeskiej części Śląska, w kraju ołomunieckim, w północno-zachodniej części okręgu Jeseník około 1 km na wschód od centrum Žulovéj.
Boží hora jest najwyższym wzniesieniem Žulovské pahorkatiny, zaliczanej do Przedgórza Paczkowskiego. Wyrasta w południowo-zachodniej części Przedgórza Paczkowskiego. Jest to wzniesienie charakteryzujące się stromymi zboczami, regularną rzeźbą i urozmaiconym ukształtowaniem o kopulastym kształcie z wyraźnie zaznaczoną częścią szczytową. Zachodnie zbocze stromo opada do doliny rzeki Vidnávka (pol. Widna).
Wzniesienie o interesującej budowie geologicznej, której podłoże zbudowane jest z plutonicznych skał pochodzenia wulkanicznego z granitów, z soczewami marmurów, które przeniknęły przez dewońskie wapienie. Szczyt i zbocza wzniesienia pokrywa warstwa młodszych osadów glin, żwirów, piasków i lessów z okresu zlodowaceń plejstoceńskich i osadów powstałych w chłodnym, peryglacjalnym klimacie. W partii przyszczytowej występują granitowe skałki, na szczycie wzniesienia na niewielkiej polanie stoi neogotycki kościół Matki Bożej Bolesnej zbudowany z granitowych ciosów, który wydobywano z nieczynnego już kamieniołomu położonego na zboczu poniżej szczytu. Partie szczytowe i zbocza porasta las liściasty z niewielką domieszką drzew iglastych. Zbocze wschodnie i południowe wzniesienia, poniżej poziomu 440 m n.p.m. zajmują łąki i pola uprawne oraz częściowo nieużytki, pozostałe zbocza są porośnięte lasem aż do podnóży. Położenie wzniesienia, kształt i płaska część szczytowa z kościołem i wieżą kościelną, czynią wzniesienie rozpoznawalnym w terenie. Na północnym i południowo-wschodnim zboczu na poziomie 490 m n.p.m.  znajdują się wyrobiska nieczynnych kamieniołomów. U zachodniego podnóża wzniesienia za Vidnávką rozpościera się miejscowość Žulova. Przez którą przebiega południkowo droga nr 60 i linia kolejowa nr 295 Lipová Lázně – Javorník ve Slezsku, które są ważnymi przejazdami przez Góry Złote na południe. Podnóżem południowym prowadzi droga nr 456 do Staréj Červenéj Vody i Velkých Kunětic.
- Wcześniej wzniesienie nosiło nazwę: Chrámový vrch, Gotthausberg
- Wzniesienie zaliczane jest do Korony Sudetów Czeskich.

## Inne
- W XII wieku na wzgórzu pojawił się obraz Matki Boskiej, otaczany przez okoliczną ludność szczególną czcią. W 1713 roku na szczycie wybudowano drewnianą kaplicę, do której przeniesiono obraz. Wzniesienie w przeszłości było popularnym miejscem pielgrzymek, które odwiedzali także wrocławscy biskupi.
- W 1784 roku cesarz Józef II, zlikwidował miejsce pątnicze na szczycie wzniesienia.
- W roku 1877 mieszkańcy Žulovej (wówczas Frýdberku) i okolicznych miejscowości zbudowali nową drogę krzyżową z Žulovej na wierzchołek
- Na szczytowej powierzchni wzniesienia na niewielkiej polanie w latach 1878-1880 na miejscu, drewnianej kaplicy zbudowano z granitowych ciosów neogotycki kościół Matki Bożej Bolesnej.
- W roku 1905 koło kościoła powstała chata „Georgshaus” ("Jiřího dům"), z której pozostały tylko resztki fundamentów. Dom  nazwano na cześć kardynała Georga Koppa.
- Na zboczach w niedalekiej odległości od szczytu, wśród lasu znajdują się niewielkie granitowe skałki a na południowym zboczu, w niewielkim zagajniku odsłania się żyła kwarcowa w granicie.
- W skałach budujących wzniesienie na kontakcie granitów i wapieni występują minerały: hessonit, wezuwian, wollastonit, epidot, diopsyd i scheelit[2][3].

## Turystyka
- Przez szczyt przechodzi szlak turystyczny:

 – niebieski prowadzący po trasie dawnej drogi pątniczej z Żulovej na Bożą Górę i dalej.
- Ze szczytu wzniesienia roztacza się ograniczona panoram na Żulovą i pasma górskie Gór Złotych oraz Gór Opawskich.
- Na południowo-wschodnim zboczu, przy szlaku niebieskim (kierunek Pławny Potok) położone jest wyrobisko nieczynnego już kamieniołom. Z górnej krawędzi wyrobiska rozciąga się widok na Góry Złote (cz. Rychlebskie hory) i fragment Wysokiego Jesionika (cz. Hruby Jesenik).